# Girolamo Maria Gotti
Girolamo Maria Gotti (Genova, 29 marzo 1834 – Roma, 19 marzo 1916) è stato un cardinale e arcivescovo cattolico italiano.

## Biografia
Nacque a Genova il 29 marzo 1834 da Filippo, portuale di origine bergamasca, e da Caterina Schiappacasse.  Dopo aver terminato gli studi liceali al collegio dei gesuiti di Genova, nel 1849 entrò nell'Ordine dei carmelitani scalzi. Ebbe il nome di religione di Girolamo Maria dell'Immacolata Concezione e il 12 novembre 1851 fece la professione di fede. Dopo essere stato ordinato sacerdote insegnò scienze nautiche e matematica alla Scuola navale di Genova e anche filosofia nelle scuole del suo Ordine.
Papa Leone XIII lo elevò al rango di cardinale nel concistoro del 29 novembre 1895. Fu camerlengo (1896-97) e prefetto della Propaganda Fide (1902-1916).
A seguito della morte di Leone XIII, nel conclave del 1903 fu tra i più votati nei primi scrutini, giungendo a 16 voti, ma le preferenze si spostarono poi sul cardinale Sarto, eletto papa col nome di Pio X.
Morì il 19 marzo 1916 all'età di 81 anni. Oggi riposa all'interno della Chiesa di Santa Maria della Scala a Roma.

## Genealogia episcopale e successione apostolica
La genealogia episcopale è:
- Cardinale Scipione Rebiba
- Cardinale Giulio Antonio Santori
- Cardinale Girolamo Bernerio, O.P.
- Arcivescovo Galeazzo Sanvitale
- Cardinale Ludovico Ludovisi
- Cardinale Luigi Caetani
- Cardinale Ulderico Carpegna
- Cardinale Paluzzo Paluzzi Altieri degli Albertoni
- Papa Benedetto XIII
- Papa Benedetto XIV
- Papa Clemente XIII
- Cardinale Marcantonio Colonna
- Cardinale Giacinto Sigismondo Gerdil, B.
- Cardinale Giulio Maria della Somaglia
- Cardinale Carlo Odescalchi, S.I.
- Cardinale Costantino Patrizi Naro
- Cardinale Lucido Maria Parocchi
- Cardinale Girolamo Maria Gotti, O.C.D.

La successione apostolica è:
- Vescovo José Lourenço da Costa Aguiar (1894)
- Vescovo João Batista Corrêa Neri (1896)
- Vescovo André-Marie-Elie Jarosseau, O.F.M.Cap. (1900)
- Arcivescovo Denis Alphonse Steyaert, O.C.D. (1901)
- Vescovo Alessandro Beniamino Zanecchia-Ginnetti, O.C.D. (1902)
- Arcivescovo François Désiré Jean Drure, O.C.D. (1902)
- Vescovo Algernon Charles Stanley (1903)
- Arcivescovo Ismael Perdomo Borrero (1903)
- Cardinale Filippo Camassei (1904)
- Vescovo Armengol Coll y Armengol, C.M.F. (1904)
- Arcivescovo Albinus Raymund Netzhammer, O.S.B. (1905)
- Arcivescovo Rinaldo Camillo Rousset, O.C.D. (1906)
- Vescovo Frederico Benício de Souza e Costa, E.C.M.C. (1907)
- Arcivescovo Santino Maria da Silva Coutinho (1907)
- Arcivescovo Giovanni Beda Cardinale, O.S.B. (1907)
- Vescovo Adéodat-Jean-Roch Wittner, O.F.M. (1907)
- Arcivescovo Antonio Augusto Intreccialagli, O.C.D. (1907)
- Arcivescovo Thomas Francis Kennedy (1907)
- Vescovo Amando Bahlmann, O.F.M. (1908)
- Vescovo Luigi Giacomo Baccini, O.F.M.Cap. (1908)
- Vescovo Gabriel Émile Grison, S.C.I. (1908)
- Vescovo Alexander MacDonald (1909)
- Vescovo Frederick Franz Linneborn, C.S.C. (1909)
- Vescovo John Patrick Farrelly (1909)
- Arcivescovo Giovanni Antonio Zucchetti, O.F.M.Cap. (1910)
- Vescovo Fulgentius Antonio Torres, O.S.B. (1910)
- Arcivescovo Anselm Edward John Kenealy, O.F.M.Cap. (1911)
- Vescovo Pio Marcello Bagnoli, O.C.D. (1911)